# شانزدهمین دوره جوایز بفتا
 شانزدهمین دوره جوایز بفتا (به انگلیسی: 16st British Academy Film Awards) در سال ۱۹۶۳ به افتخار فیلم ۱۹۶۲ در لندن برگزار شد . 

## جوایز و نامزدها
| ۱۹۶۲ 16th                    |                          |                              |
| بهترین بازیگر مرد بریتانیایی |                          |                              |
| پیتر اوتول                   | Lawrence of Arabia       | توماس ادوارد لورنس           |
| ریچارد آتن‌بورو               | The Dock Brief           | Herbert Fowle                |
| آلن بیتس                     | A Kind of Loving         | Victor 'Vic' Brown           |
| جیمز میسون                   | لولیتا                   | Humbert Humbert              |
| لورنس اولیویه                | Term of Trial            | Graham Weir                  |
| پیتر سلرز                    | Only Two Can Play        | John Lewis                   |
| بهترین بازیگر مرد خارجی      |                          |                              |
| برت لنکستر                   | پرنده باز آلکاتراز       | Robert Stroud                |
| ژان پل بلموندو               | لئون مورن، کشیش          | Léon Morin                   |
| کرک داگلاس                   | شجاعان تنها هستند        | John W. "Jack" Burns         |
| جورج همیلتون                 | Light in the Piazza      | Fabrizio Naccarelli          |
| چارلز لوتن                   | Advise and Consent       | Sen. Seabright "Seeb" Cooley |
| آنتونی کوئین                 | لورنس عربستان            | Auda ibu Tayi                |
| رابرت رایان                  | بیلی باد                 | John Claggart                |
| ژرژ ویلسون                   | Une aussi longue absence | The Tramp                    |

- بهترین بازیگر نقش اول زن خارجی  آن بنکرافت
- بهترین بازیگر نقش اول زن بریتانیا  لزلی کارون
- بهترین فیلم  لورنس عربستان
- بهترین فیلم بریتانیا  لورنس عربستان
- بهترین فیلم بریتانیا  لورنس عربستان